# Séparées
Pour plus de détails, voir Fiche technique et Distribution.
Séparées est un documentaire français réalisé par Myriam Aziza et Sophie Bredier, sorti en 2001.

## Fiche technique
- Titre : Séparées
- Réalisation :  Myriam Aziza et Sophie Bredier
- Scénario : Myriam Aziza et Sophie Bredier
- Photographie : Jean-Marc Bouzou
- Son : Pascal Rousselle
- Montage : Françoise Besnier
- Production : Arte France - INA
- Pays :  France
- Genre : documentaire
- Durée : 90 minutes
- Date de sortie : France - mars 2001 (présentation au festival Cinéma du réel)

## Distinctions

### Sélections
- Festival de Cannes 2001 (programmation de l'ACID)[1]

### Récompenses
- Festival Cinéma du réel 2001 : Prix Louis-Marcorelles[2]